# Корякска сопка
Коря̀кска со̀пка (Коряцка сопка, Коряка) (на руски: Корякская сопка, Коряцкая сопка, Коряка) е действащ вулкан в югоизточната част на полуостров Камчатка, в южната част на Източния хребет, в Камчатски край, разположен на 26 km северно от град Петропавловск Камчатски и на 11 km северозападно от вулкана Авачинска сопка. Височина 3456 m. Върхът на вулкана представлява косо изрязан оребрен конус, изграден от андезитови и базалтови шлаки, пепел и лавови потоци, като някои от тях са залели долините, обработени от древните ледници. Долните части на склоновете му са обрасли с каменна бреза и клек. По-големи зарегистрирани изригвания са тези през 1895-96 и 1956-57 г.